# Chichigalpa
Chichigalpa är en kommun (municipio) i Nicaragua med 51 167 invånare (2012). Den ligger i den västra delen av landet på den södra sluttningen av vulkankedjan Cordillera Los Maribios, mitt emellan städerna Chinandega och León, i departementet Chinandega. I Chichigalpa odlas det mycket sockerrör och kommunen är hemort för fabriken Ingenio San Antonio, där rom av märket Flor de Caña tillverkas.

## Geografi
Chichigalpa ligger på slättlandet söder om vulkankedjan Cordillera Los Maribios. Kommunen gränsar till kommunerna Chinandega i norr, Posoltega i öster, León i söder, samt till Corinto och El Realejo i väster.

## Historia
Chichigalpa är ett av de många indiansamhällen som redan existerade vid tiden för spanjorernas erövring av Nicaragua. Prästen Fray Francisco de Bobadilla besökte platsen 1528 förmatt döpa befolkningen. Vid landets första folkräkning år 1548 hade Chichigalpa 340 invånare. Chichigalpa betyder platsen med de små jícaro träden. 
På 1800-talet var Chichigalpa centrum för bomullsproduktionen i Nicaragua. Chichigalpa blev år 1858 upphöjd till rangen av villa.

## Transporter
Centralorten Chichigalpa ligger längs den numera nedlagda järnvägen mellan Chinandega och León. Landsvägen mellan städerna passerar också kommunen, men går två kilometer norr om centralorten.

## Bilder från Chichigalpa
|  |  |  |
|  |  |  |
|  |  |  |